# Düssel
Düssel este un mic afluent drept al râului Rin din Renania de Nord-Westfalia, Germania. Sursa sa este la est de Wülfrath. Curge spre vest prin Valea Neanderului, unde au fost găsite fosilele primului om neanderthalian în august 1856. La Düsseldorf formează o deltă a râului prin despărțirea în patru cursuri (Nördliche Düssel, Südliche Düssel, Kittelbach, Brückerbach), care se alătură Rinului. după câțiva kilometri. Nördliche Düssel curge prin Hofgarten și trece sub Podul de Aur.  Düsseldorf își ia numele de la Düssel: Düsseldorf înseamnă „satul Düssel”. Numele însuși Düssel datează probabil de la germanul * Thusila și înseamnă „vuiet” (doson în limba germană veche, tosen german).
 Acest articol referitor la un râu din Germania sau mai multe râuri din Germania este un ciot. Puteți ajuta Wikipedia prin dezvoltarea sa !